# The Voice Kids (série télévisée allemande)
 (juillet 2025).
La mise en forme du texte ne suit pas les recommandations de Wikipédia : il faut le « wikifier ».
Les points d'amélioration suivants sont les cas les plus fréquents. Le détail des points à revoir est peut-être précisé sur la page de discussion.
- Les titres sont pré-formatés par le logiciel. Ils ne sont ni en capitales, ni en gras.
- Le texte ne doit pas être écrit en capitales (les noms de famille non plus), ni en gras, ni en italique, ni en « petit »…
- Le gras n'est utilisé que pour surligner le titre de l'article dans l'introduction, une seule fois.
- L'italique est rarement utilisé : mots en langue étrangère, titres d'œuvres, noms de bateaux, etc.
- Les citations ne sont pas en italique mais en corps de texte normal. Elles sont entourées par des guillemets français : « et ».
- Les listes à puces sont à éviter, des paragraphes rédigés étant largement préférés. Les tableaux sont à réserver à la présentation de données structurées (résultats, etc.).
- Les appels de note de bas de page (petits chiffres en exposant, introduits par l'outil «  Source ») sont à placer entre la fin de phrase et le point final[comme ça].
- Les liens internes (vers d'autres articles de Wikipédia) sont à choisir avec parcimonie. Créez des liens vers des articles approfondissant le sujet. Les termes génériques sans rapport avec le sujet sont à éviter, ainsi que les répétitions de liens vers un même terme.
- Les liens externes sont à placer uniquement dans une section « Liens externes », à la fin de l'article. Ces liens sont à choisir avec parcimonie suivant les règles définies. Si un lien sert de source à l'article, son insertion dans le texte est à faire par les notes de bas de page.
- La présentation des références doit suivre les conventions bibliographiques. Il est recommandé d'utiliser les modèles {{Ouvrage}}, {{Chapitre}}, {{Article}}, {{Lien web}} et/ou {{Bibliographie}}. Le mode d'édition visuel peut mettre en forme automatiquement les références.
- Insérer une infobox (cadre d'informations à droite) n'est pas obligatoire pour parachever la mise en page.

Pour une aide détaillée, merci de consulter Aide:Wikification.
Si vous pensez que ces points ont été résolus, vous pouvez retirer ce bandeau et améliorer la mise en forme d'un autre article.
Pour les articles homonymes, voir The Voice Kids.
The Voice Kids est une émission de télé-crochet allemande créée par John de Mol et une version junior de The Voice of Germany . Basé sur l'émission originale The Voice Kids of Holland, l'émission a été développée pour les enfants âgés de 7 à 15 ans. Il a commencé à être diffusé sur Sat.1 le 5 avril 2013.
Une saison se déroule en cinq étapes : les auditions internes des producteurs, les auditions à l'aveugle, les Battles, les Knockouts et la finale. Il y a eu à ce jour treize gagnants : Michèle Bircher (12), Danyiom Mesmer (14), Noah-Levi Korth (13), Lukas Janisch (13), Sofie Thomas (11), Anisa Celik (10), Mimi & Josefin (13 & 15), Lisa-Marie Ramm (15), Egon Werler (15), Georgia Balke (11), Emma Filipović (14), Jakob Hebgen. (15) et Néo Klingl (14).

## Format
Le 25 octobre 2012, Sat.1 a annoncé qu'elle produirait une version pour enfants de The Voice of Germany avec Talpa et Schwartzkopff TV Productions. La nouvelle émission, The Voice Kids, est basée sur le format de l'émission originale et se concentre sur les enfants âgés de 7 à 15 ans. Les artistes de la première saison devaient postuler pour participer, et environ 70 enfants ont été sélectionnés pour la première phase, les « auditions à l'aveugle ». Les enfants sont sur scène entourés d'un grand rideau incurvé, dissimulant efficacement leur identité aux juges, au public et aux téléspectateurs. Les 3 membres du jury sont assis sur des chaises pivotantes, dos à la scène.
Durant la représentation, ils peuvent choisir de soutenir un candidat en appuyant sur un buzzer, ce qui retournera leur siège vers la scène. À la fin de leur prestation, le rideau tombe, révélant le chanteur qui apprend alors si des chaises se sont retournées pour lui. Si un seul juge tourne sa chaise, le candidat est automatiquement dans son équipe. Si plusieurs chaises tournent, le candidat choisit celui qu'il souhaite avoir comme coach.
La deuxième semaine de la compétition est consacrée à l'entraînement, au cours duquel les entraîneurs préparent leurs candidats à la deuxième phase, appelée « Battle Round ». Lors de cette phase, trois candidats d'un même groupe d'entraîneurs sont sélectionnés pour interpréter la même chanson en trio. Chaque entraîneur choisit ensuite l’un de ses trois candidats pour passer au tour final. Dans la saison 9, les coachs peuvent voler un artiste perdant lors des Battles grâce au « Steal ». De plus, au cours de la même saison, les coachs peuvent envoyer un artiste directement en finale grâce au « Fast Pass ». Le "Steal" a été abandonné lors des deux saisons suivantes, avant de faire son retour lors de la saison 12.
Le lauréat de The Voice Kids reçoit une bourse de formation de 15 000 € et un contrat d'enregistrement optionnel. Les parents du vainqueur décident s’ils poursuivent cette option ou non.

## Coaches
| Lena Meyer-Landrut |
| Henning Wehland    |
| Tim Bendzko        |
| Johannes Strate    |
| Mark Forster       |
| Sasha Schmitz      |
| Nena & Larissa     |
| Max Giesinger      |
| Stefanie Kloss     |
| The BossHoss       |
| Deine Freunde      |
| Wincent Weiss      |
| Álvaro Soler       |
| Michi & Smudo      |
| Ayliva             |
| Clueso             |

### Le panel de coaches
| Saison | Année | Coaches  | Coaches        | Coaches       | Coaches  |
| Saison | Année | 1        | 2              | 3             | 4        |
| ------ | ----- | -------- | -------------- | ------------- | -------- |
| 1      | 2013  | Tim      | Lena           | Henning       | NC       |
| 2      | 2014  | Johannes | Lena           | Henning       | NC       |
| 3      | 2015  | Johannes | Lena           | Mark          | NC       |
| 4      | 2016  | Sasha    | Lena           | Mark          | NC       |
| 5      | 2017  | Sasha    | Nena & Larissa | Mark          | NC       |
| 6      | 2018  | Mark     | Nena & Larissa | Max           | NC       |
| 7      | 2019  | Mark     | Stefanie       | BossHoss      | Lena     |
| 8      | 2020  | Max      | Lena           | Deine Freunde | Sasha    |
| 9      | 2021  | Álvaro   | Michi & Smudo  | Stefanie      | Wincent  |
| 10     | 2022  | Álvaro   | Michi & Smudo  | Lena          | Wincent  |
| 11     | 2023  | Álvaro   | Michi & Smudo  | Lena          | Wincent  |
| 12     | 2024  | Álvaro   | Michi & Smudo  | Lena          | Wincent  |
| 13     | 2025  | Wincent  | Ayliva         | Clueso        | Stefanie |
| 14     | 2026  | TBA      | TBA            | TBA           | TBA      |

## Présentateurs
| Présentateur      | Saison | Saison | Saison | Saison | Saison | Saison | Saison | Saison | Saison | Saison | Saison | Saison | Saison |
| Présentateur      | 1      | 2      | 3      | 4      | 5      | 6      | 7      | 8      | 9      | 10     | 11     | 12     | 13     |
| ----------------- | ------ | ------ | ------ | ------ | ------ | ------ | ------ | ------ | ------ | ------ | ------ | ------ | ------ |
| Thore Schölermann |        |        |        |        |        |        |        |        |        |        |        |        |        |
| Chantal Janzen    |        |        |        |        |        |        |        |        |        |        |        |        |        |
| Debbie            |        |        |        |        |        |        |        |        |        |        |        |        |        |
| Melissa Khalaj    |        |        |        |        |        |        |        |        |        |        |        |        |        |
| Aline             |        |        |        |        |        |        |        |        |        |        |        |        |        |
| Nela              |        |        |        |        |        |        |        |        |        |        |        |        |        |
| Marc              |        |        |        |        |        |        |        |        |        |        |        |        |        |
| Noah-Levi         |        |        |        |        |        |        |        |        |        |        |        |        |        |
| Jonas             |        |        |        |        |        |        |        |        |        |        |        |        |        |
| Iggi              |        |        |        |        |        |        |        |        |        |        |        |        |        |
| Mimi & Josefin    |        |        |        |        |        |        |        |        |        |        |        |        |        |
| Keanu             |        |        |        |        |        |        |        |        |        |        |        |        |        |
| Egon              |        |        |        |        |        |        |        |        |        |        |        |        |        |
| Chiara            |        |        |        |        |        |        |        |        |        |        |        |        |        |

## Coaches et finalistes
Vainqueur
 Deuxième
 Troisième
 Quatrième
 A bénéficié du "Fast Pass"
- Les gagnants sont en gras, les finalistes qui ont participé au télévote sont en italique et les artistes éliminés sont en petit caractère.

| Saison | Coaches et leurs finalistes                           | Coaches et leurs finalistes                 | Coaches et leurs finalistes                   | Coaches et leurs finalistes              |
| 1      | Tim Bendzko                                           | Lena Meyer-Landrut                          | Henning Wehland                               | NC                                       |
| ------ | ----------------------------------------------------- | ------------------------------------------- | --------------------------------------------- | ---------------------------------------- |
| 1      | Rita Gueli Finn Hackenberg                            | Tim Peltzer Aulona                          | Michèle Bircher Stephanie Schmidt             | NC                                       |
| 2      | Johannes Strate                                       | Lena Meyer-Landrut                          | Henning Wehland                               | NC                                       |
| 2      | Carlotta Truman Jamica Blackett                       | Richard Istel Selin Atici                   | Danyiom Mesmer Hanna Michalowicz              | NC                                       |
| 3      | Johannes Strate                                       | Lena Meyer-Landrut                          | Mark Forster                                  | NC                                       |
| 3      | Cosma Leonie Nestor                                   | Noah-Levi Korth Samuel Wernik               | Zoë Antonia                                   | NC                                       |
| 4      | Sasha Schmitz                                         | Lena Meyer-Landrut                          | Mark Forster                                  | NC                                       |
| 4      | Shanice Özbicer Noël Lunguana                         | Ridon Jakupi Matteo Markus                  | Lukas Janisch Lara Bloß                       | NC                                       |
| 5      | Sasha Schmitz                                         | Nena & Larissa Kerner                       | Mark Forster                                  | NC                                       |
| 5      | Luca Emmanuel Kuglmeier Marie-Sophie Leonie           | Sofie Thomas Leon Pia                       | Diana Donatella Eric Lina Kuduzović           | NC                                       |
| 6      | Mark Forster                                          | Nena & Larissa Kerner                       | Max Giesinger                                 | NC                                       |
| 6      | Anisa Celik Klaas Müller Oliwia Czerniec              | Santiago Ghigani Alycia Natalia Joy         | Benicio Bryant Flavio Rizzello Jonah Wichmann | NC                                       |
| 7      | Mark Forster                                          | Stefanie Kloß                               | The BossHoss                                  | Lena Meyer-Landrut                       |
| 7      | Davit Nikalayan Teodora Vio                           | Lea DeFrant Lazaros                         | Mimi & Josefin Erik Panich                    | Thapelo Mashiane Dio Dragaj              |
| 8      | Max Giesinger                                         | Lena Meyer-Landrut                          | Deine Freunde                                 | Sasha Schmitz                            |
| 8      | Phil Schaller Gianna                                  | Nikolas Harrison Liana                      | Leroy Paula Sophie                            | Lisa-Marie Ramm Marc Altergott           |
| 9      | Álvaro Soler                                          | Michi & Smudo                               | Stefanie Kloß                                 | Wincent Weiss                            |
| 9      | Isabella Paruzzo Vivienne Hofmann Oscar and Mino Orué | Rahel Constance Marko Budja                 | Egon Werler Emily Lazarus Kiara               | Henriette Stieghan Papuna Rockzone       |
| 10     | Álvaro Soler                                          | Michi & Smudo                               | Lena Meyer-Landrut                            | Wincent Weiss                            |
| 10     | Benjamin Gedeon Solveig Birta                         | Georgia Balke Nadia Gonzalez Elasily Vivien | Emil Jemima Esteves                           | Benjamin N. Marvin                       |
| 11     | Andrea Milutinovic Fiona Vargas Adrian                | Emma Filipović Khady Doumbia Eywa           | Fia Alexandra Daniella Holzmann               | Toby Schloesser Ellice Jayden Swingewood |
| 12     | Lana Madeleine                                        | Frida Malya                                 | Anand Bansal Maris Siegin                     | Jakob Hebgen Erika Tanase                |
| 13     | Wincent Weiss                                         | Ayliva                                      | Clueso                                        | Stefanie Kloß                            |
| 13     | Neo Klingl Tuana Josh Blake                           | Eva Ian Schneider Malou                     | Sohum Piet Daryan                             | Luna Helena Arhanna                      |

## Aperçu des saisons
Attention : le tableau suivant présente un nombre important de couleurs différentes.
| Season | Aired | Winner          | Other finalists                                          | Other finalists                                          | Other finalists                                          | Winning coach      | Presenter(s)                        |
| ------ | ----- | --------------- | -------------------------------------------------------- | -------------------------------------------------------- | -------------------------------------------------------- | ------------------ | ----------------------------------- |
| 1      | 2013  | Michèle Bircher | Rita Gueli                                               | Tim Peltzer                                              | NC                                                       | Henning Wehland    | Thore Schölermann                   |
| 2      | 2014  | Danyiom Mesmer  | Carlotta Truman                                          | Richard Istel                                            | NC                                                       | Henning Wehland    | Thore Schölermann                   |
| 3      | 2015  | Noah-Levi Korth | Cosma Leonie                                             | Zoë                                                      | NC                                                       | Lena Meyer-Landrut | Thore Schölermann, Chantal Janzen   |
| 4      | 2016  | Lukas Janisch   | Ridon Jakupi                                             | Shanice Özbicer                                          | NC                                                       | Mark Forster       | Thore Schölermann, Chantal Janzen   |
| 5      | 2017  | Sofie Thomas    | Diana Donatella                                          | Luca Kuglmeier                                           | NC                                                       | Nena & Larissa     | Thore Schölermann, Debbie Schippers |
| 6      | 2018  | Anisa Celik     | Benicio Bryant                                           | Santiago Ghigani                                         | NC                                                       | Mark Forster       | Thore Schölermann, Debbie Schippers |
| 7      | 2019  | Mimi & Josefin  | Davit Nikalayan                                          | Lea DeFrant                                              | Thapelo Mashiane                                         | The BossHoss       | Thore Schölermann, Melissa Khalaj   |
| 8      | 2020  | Lisa-Marie Ramm | Leroy Erxleben                                           | Nikolas Harrison                                         | Phil Schaller                                            | Sasha Schmitz      | Thore Schölermann, Melissa Khalaj   |
| 9      | 2021  | Egon Werler     | Note: Eleven artists finished second in season nine.     | Note: Eleven artists finished second in season nine.     | Note: Eleven artists finished second in season nine.     | Stefanie Kloß      | Thore Schölermann, Melissa Khalaj   |
| 10     | 2022  | Georgia Balke   | Note: Eight artists finished second in season ten.       | Note: Eight artists finished second in season ten.       | Note: Eight artists finished second in season ten.       | Michi & Smudo      | Thore Schölermann, Melissa Khalaj   |
| 11     | 2023  | Emma Filipović  | Note: Eleven artists finished second in season eleven.   | Note: Eleven artists finished second in season eleven.   | Note: Eleven artists finished second in season eleven.   | Michi & Smudo      | Thore Schölermann, Melissa Khalaj   |
| 12     | 2024  | Jakob Hebgen    | Note: Seven artists finished second in season twelve.    | Note: Seven artists finished second in season twelve.    | Note: Seven artists finished second in season twelve.    | Wincent Weiss      | Thore Schölermann, Melissa Khalaj   |
| 13     | 2025  | Neo Klingl      | Note: Eleven artists finished second in season thirteen. | Note: Eleven artists finished second in season thirteen. | Note: Eleven artists finished second in season thirteen. | Wincent Weiss      | Thore Schölermann, Melissa Khalaj   |

## Résumé des saisons
Vainqueur
 Deuxième
 Troisième
 Quatrième
 A bénéficié du "Fast Pass"
 Eliminé en final
 "Volé" lors des Sing-Offs
 Eliminé lors des Sing-Offs/Demi-finale
 "Volé" lors des Battles
 Eliminé lors des Battles
Eliminé lors des Knockouts

### Saison 1 (2013)
La première saison de The Voice Kids en Allemagne a été diffusée pour la première fois le 5 avril 2013 et s'est terminée le 10 mai . Les coaches étaient Tim Bendzko, Lena Meyer-Landrut et Henning Wehland. La saison a été animée par Thore Schölermann. La gagnante est Michèle Bircher, née en Suisse et membre de l'équipe Henning Wehland.
| Entraîneurs | Top 36 des enfants | Top 36 des enfants   | Top 36 des enfants | Top 36 des enfants |
| ----------- | ------------------ | -------------------- | ------------------ | ------------------ |
| Tim         | Rita               | Finlandais           | Aitziber           | Kieu               |
| Tim         | Alexandra          | Dana                 | Grégory            | Hannah Elisa       |
| Tim         | Lara Marie         | Sarah                | Sean               | Théa               |
| Lena        | Tim                | Aulona               | Chelsea            | Laurin             |
| Lena        | Emma               | Judith               | Laura              | Lisa               |
| Lena        | Luisa              | Micro                | Nicole             | Olivia             |
| Henning     | Michèle            | Stéphanie            | Fabienne           | Maira              |
| Henning     | Alexandra          | Giuliana et Gilliana | Iman               | Julika             |
| Henning     | Louisa             | Malin                | Marie              | Tim                |

### Saison 2 (2014)
La deuxième saison de The Voice Kids en Allemagne a été diffusée pour la première fois le 21 mars 2014 et s'est terminée le 9 mai . Lena Meyer-Landrut et Henning Wehland sont de retour pour leur deuxième saison en tant que caoches. Johannes Strate complète le panel, remplaçant Tim Bendzko. Thore Schölermann est de retour pour sa deuxième saison en tant qu'animateur. Le gagnant était Danyiom Mesmer de l'équipe Henning.
| Johannes | Carlotta  | Jamaïque  | Joël      | Samuel   |
| Johannes | Soufjan   | Hannah    | Leif      | Nadine   |
| Johannes | Pia       | Renaz     | Sabeschni | Sarah    |
| Johannes | Tamara    | Vanessa   | Vanessa   |          |
| Lena     | Richard   | Selin     | Lara      | Naomi    |
| Lena     | Patrizia  | Stépan    | Caitlin   | Hélène   |
| Lena     | Jasmin    | Julia     | Lène      | Lucas    |
| Lena     | Noé       | Selma     | Simon     | Théodore |
| Henning  | Daniyom   | Hanna     | Chiara    | Larissa  |
| Henning  | Mélisse   | Alexandra | Amina     | Carlo    |
| Henning  | Emmie Lee | Ilayda    | Lucas     | Michèle  |
| Henning  | Naomi     | Salvatore | Saphira   |          |

### Saison 3 (2015)
La troisième saison de The Voice Kids en Allemagne a été diffusée pour la première fois le 27 février 2015 et s'est terminée le 24 avril. Lena Meyer-Landrut revient pour sa troisième saison en tant que coach, et Johannes Strate revient pour sa deuxième saison en tant que coach. Mark Forster complète le panel, remplaçant Henning Wehland. Thore Schölermann est de retour pour sa troisième saison en tant qu'animateur. Le gagnant était Noah-Levi Korth de l'équipe Lena.
| Entraîneurs | Top 45 des enfants | Top 45 des enfants | Top 45 des enfants | Top 45 des enfants | Top 45 des enfants |
| ----------- | ------------------ | ------------------ | ------------------ | ------------------ | ------------------ |
| Johannes    | Cosma              | Nestor             | Anne               | Sophie             | Tamino             |
| Johannes    | Alperen            | Ambre              | Angélina           | Duy                | Élinor             |
| Johannes    | Jorena             | julien             | Julie              | Liv                | Solomia            |
| Lena        | Noé-Lévi           | Samuel             | Linnée             | Molly Sue          | Tilman             |
| Lena        | Dave               | Éléni              | Joli               | Loredana           | Luca               |
| Lena        | Lune               | Michèle            | Pauline            | Renée              | Rika               |
| Mark        | Zoé                | Antonia            | Émile              | Lucas              | Samira             |
| Mark        | Alberina           | Alina              | Benita             | Christin           | Joana              |
| Mark        | Keanu              | Léonie             | Lorena             | Malte              | Simon              |

### Saison 4 (2016)
La quatrième saison de The Voice Kids en Allemagne a été diffusée pour la première fois le 5 février 2016 et s'est terminée le 25 mars . Lena Meyer-Landrut revient pour sa quatrième saison en tant qu'entraîneur, et Mark Forster revient pour sa deuxième saison en tant qu'entraîneur. Sasha Schmitz a complété le panel, remplaçant Johannes Strate. Thore Schölermann est de retour pour sa quatrième saison en tant qu'animateur. Le gagnant était Lukas Janisch de l'équipe Mark.
| Entraîneurs | Top 45 des enfants | Top 45 des enfants | Top 45 des enfants | Top 45 des enfants | Top 45 des enfants |
| ----------- | ------------------ | ------------------ | ------------------ | ------------------ | ------------------ |
| Sasha       | Shanice            | Noël               | Félix              | Sofia              | Théo               |
| Sasha       | Amaro              | Amely              | Émilie             | Éray               | Ilan               |
| Sasha       | Jette              | Maxime             | Maximilien         | Samira             | Thérèse            |
| Lena        | Ridon              | Matteo Markus      | Magdalina          | Mélissa            | Yassine            |
| Lena        | The Anh            | Claudia            | Emma               | Gabriele           | Jessy              |
| Lena        | Leilani            | Matteo             | Merdan             | Rouge-gorge        | Shayene            |
| Mark        | Lucas              | Lara               | Anne               | Hala               | Patrick            |
| Mark        | Peut               | Chiara             | Chiara             | Indra              | Jaimy              |
| Mark        | Marie              | Sanie              | Sanja              | Tom                | Wilson             |

### Saison 5 (2017)
La cinquième saison de The Voice Kids en Allemagne a été diffusée pour la première fois le 5 février 2017 et s'est terminée le 26 mars . Mark Forster revient pour sa troisième saison en tant que coach, et Sasha Schmitz est revenu pour sa deuxième saison en tant qu'entraîneur. Ancienne coach de la version adulte, Nena et sa fille Larissa Kerner ont complété le panel en tant que coach duo en remplacement de Lena Meyer-Landrut. Thore Schölermann est de retour pour sa cinquième saison en tant qu'animateur. La gagnante était Sofie Thomas de l'équipe Nena & Larissa.
| Entraîneurs                                                                                              | Top 45 des enfants | Top 45 des enfants | Top 45 des enfants     | Top 45 des enfants | Top 45 des enfants | Top 45 des enfants |
| --- | ------------------ | ------------------ | ---------------------- | ------------------ | ------------------ | ------------------ |
| Sasha | Luca               | Léonie             | Marie-Sophie           | Éric               | Zeynep             | Zoé                |
| Sasha | Anastasia          | Andréas            | Evgenia                | Jacqueline         | Marin              | Miran              |
| Sasha | Entaille           | Nora               | Romain et Michel       | Tara               |                    |                    |
| Nena et Larissa                                                                                          | Sophie             | Léon               | Pia                    | Camille            | Grâce              | Zoé-Loes           |
| Nena et Larissa                                                                                          | Andréj             | Chiara             | Jacqueline et Jeanette | Julia              | Léa                | Matteo             |
| Nena et Larissa                                                                                          | Nathalie           | Neha               | Samuel                 | Sarah              |                    |                    |
| Mark | Diane              | Éric               | Lina                   | Léonie             | Pia                | Ruben              |
| Mark | Anaïs              | Ashley             | Elvire                 | Iggi               | Kayan              | Léon               |
| Mark | Marc               | Michel             | Nele                   | Nils               |                    |                    |
| Note: Italicized names are stolen artists from the Sing-offs (names struck through within former teams). |                    |                    |                        |                    |                    |                    |

### Saison 6 (2018)
La sixième saison de The Voice Kids en Allemagne a été diffusée pour la première fois le 11 février 2018 et s'est terminée le 15 avril. Mark Forster revient pour sa quatrième saison en tant que coach, tandis que Nena et Larissa Kerner reviennent pour leur deuxième saison. Max Giesinger, finaliste de la saison 1 de The Voice of Germany, rejoint le panel  remplaçant Sasha Schmitz. Thore Schölermann est de retour pour sa sixième saison en tant qu'animateur. La gagnante était Anisa Celik de l'équipe Mark.
| Coaches | Top 54     | Top 54    | Top 54      | Top 54      | Top 54     | Top 54     | Top 54 |
| --- | ---------- | --------- | ----------- | ----------- | ---------- | ---------- | ------ |
| Mark | Anisa      | Klaas     | Oliwia      | Jonah       | Charlotte  | Jil        | Julian |
| Mark | Chiara     | Daria     | Eliza       | Gabriel     | Kayla      | Leni       | Lucas  |
| Mark | Marissa    | Pepe      | Philias     | Shayan      | Sienna     |            |        |
| Nena & Larissa | Santiago   | Alycia    | Natalia Joy | Oliwia      | Emma       | Josephine  | Sarah  |
| Nena & Larissa | Bjarne     | Christian | Cristian    | Emily       | Friederike | Gina-Maria | Lea    |
| Nena & Larissa | Lily-Marie | Melisa    | Sara        | Tim         | Zlata      |            |        |
| Max | Benicio    | Flavio    | Jonah       | Natalia Joy | Dimitrios  | Jouline    | Phil   |
| Max | Besim      | Diana     | Joey        | Jule        | Lena       | Lisa       | Marcel |
| Max | Maxima     | Nadin     | Nina        | Selina      | Samuele    |            |        |
| Note: Les noms en italique sont des talents volés lors des Sing-Offs (leurs noms sont barrés dans leur équipe initiale). |            |           |             |             |            |            |        |

### Saison 7 (2019)
La septième saison de The Voice Kids en Allemagne a été diffusée pour la première fois le 17 février 2019 . Pour la première fois dans l'histoire de l'émission, le panel est composé de quatre coaches au lieu de trois. Mark Forster est rejoint par Lena Meyer-Landrut de retour après une pause de deux saisons, avec Stefanie Kloß et The BossHoss arrivant en tant que nouveaux caoches. C'est également la première saison où il y a deux femmes coaches dans le panel. Thore Schölermann est revenu pour sa septième saison en tant qu'animateur, avec Melissa Khalaj comme nouvelle animatrice remplaçant Debbie Schippers. Iggy Kelly rejoint le Backstage-Online. Les gagnantes étaient les sœurs Mimi et Josefin de l'équipe BossHoss.
| Coaches  | Top 60         | Top 60  | Top 60       | Top 60   | Top 60  |
| -------- | -------------- | ------- | ------------ | -------- | ------- |
| Mark     | Davit          | Teodora | Cedrik       | Hala     | Theodor |
| Mark     | Elena          | Evin    | Idalia       | Jenai    | Leon    |
| Mark     | Miracle        | Mondia  | Nils         | Peter    | Sila    |
| Stefanie | Lea            | Lazaros | Anna         | Nelli    | Orlando |
| Stefanie | Cora           | David   | Evanthia     | Evelyne  | Fiona   |
| Stefanie | Jonna          | Nils    | Theresa      | Tim      | Remy    |
| BossHoss | Mimi & Josefin | Erik    | Abigail      | Ruza     | Tapiwa  |
| BossHoss | Franz          | Greta   | Helena       | Isabelle | Joshua  |
| BossHoss | Kimberly       | Kira    | Laura-Céline | Nico     | Philipp |
| Lena     | Thapelo        | Dio     | Leonie       | Lilo     | Nino    |
| Lena     | Elena          | Eske    | Jorden       | Kyria    | Lana    |
| Lena     | Lara           | Luana   | Magbule      | Max      | Nevio   |

### Saison 8 (2020)
La huitième saison de The Voice Kids en Allemagne a été diffusée pour la première fois le 23 février 2020. Lena Meyer-Landrut est rejointe par Max Giesinger, qui a été coach  pour la dernière fois lors de la sixième saison, Sasha Schmitz, qui revient après deux saisons de pause, et par le nouveau duo de caochs : Lukas Nimscheck et Flo Sump (Deine Freunde). Thore Schölermann revient pour sa huitième saison et Melissa Khalaj revient pour sa deuxième saison. Les gagnants de l'année dernière, le duo de sœurs Mimi & Josefin, reviennent dans l'amission comme animateurs du Backstage. La gagnante est Lisa-Marie Ramm de l'équipe Sasha. Les émissions en direct ont été filmés dans un auditorium vide en raison de la pandémie de Covid-19 en Allemagne.
| Coaches       | Top 60 Kids | Top 60 Kids  | Top 60 Kids | Top 60 Kids | Top 60 Kids     |
| ------------- | ----------- | ------------ | ----------- | ----------- | --------------- |
| Max           | Phil        | Gianna       | Luc         | Nils        | Paula           |
| Max           | Alija       | Anja         | Benedikta   | Cathleen    | Charis & Joleen |
| Max           | Daantje     | Daniella     | Mats        | Mayumi      | Michelle        |
| Lena          | Nikolas     | Liana        | Bjondi      | Reza        | Suzan           |
| Lena          | Anna        | Bouchra      | Enno        | Kira Mae    | Luca            |
| Lena          | Mariebelle  | Renata       | Vladi       | Yaiza       | Yike            |
| Deine Freunde | Leroy       | Paula Sophie | Anastasija  | David       | Sila            |
| Deine Freunde | Brianna     | Brinn        | Elin        | Henry       | Learta          |
| Deine Freunde | Mireille    | Rebeca       | Rosalie     | Stella      | Tina            |
| Sasha         | Lisa-Marie  | Marc         | Jason       | Nora Arvena | Timur           |
| Sasha         | Bjorn       | Coco         | Igor        | Kathrin     | Lilyana         |
| Sasha         | Marius      | Miguel       | Naima       | Rune        | Vivwareeya      |

### Saison 9 (2021)
La neuvième saison de The Voice Kids en Allemagne a été diffusée pour la première fois le 27 février 2021. Le 15 novembre 2020, il a été annoncé que Stefanie Kloß reviendrait pour sa deuxième saison de la série, après une pause d'une saison. Elle est rejointe par les anciens coaches de The Voice of Germany : Michi & Smudo, et par les nouveaux coaches Álvaro Soler et Wincent Weiss. À la présentation, Thore Schölermann est de retour pour sa neuvième saison et Melissa Khalaj pour sa troisième saison. Le présentateur des Backstage de la neuvième saison est  Keanu Rapp, qui avait participé à la troisième saison. Le gagnant était Egon Werler de l'équipe Stefanie.
| Coaches | Top 60 Kids | Top 60 Kids  | Top 60 Kids               | Top 60 Kids | Top 60 Kids | Top 60 Kids |
| --- | ----------- | ------------ | ------------------------- | ----------- | ----------- | ----------- |
| Álvaro | Isabella    | Oscar & Mino | Vivienne                  | Hassan      | Ibrahim     | Sezin       |
| Álvaro | Aanvi       | Hannes       | Katarina                  | Mariam      | Maya        | Saralynn    |
| Álvaro | Sven        | Tuana        | Veronika, Moritz & Xavier | Viktoria    |             |             |
| Michi & Smudo | Constance   | Marko        | Rahel                     | Daria       | Johannes    | Lenny       |
| Michi & Smudo | Joshua      | Amy          | Batteries of Rock         | Ben         | Elisa       | Jessica     |
| Michi & Smudo | Rio         | The Rockets  | Sebastian                 | Tom         |             |             |
| Stefanie | Egon        | Emily        | Kiara                     | Adriano     | Joshua      | Sefidin     |
| Stefanie | Ibrahim     | Rockzone     | Alicia & Jasmina          | Arthur      | Grace       | Jellina     |
| Stefanie | Johanna     | Leila        | Michel                    | Michelle    |             |             |
| Wincent | Henriette   | Papuna       | Rockzone                  | Alma        | Giada       | Marie       |
| Wincent | Daria       | Anton        | Chris                     | Elisabeth   | Emily       | Fabio       |
| Wincent | Katharina   | Kirstin      | Lorena                    | Nicklas     |             |             |
| Note: Les noms en italique sont des talents volés lors des Battles (leur nom est barré dans leur précédente équipe). Les noms soulignés sont des talents ayant reçu le Fast Pass lors des Battles et ayant accédé directement à la finale. |             |              |                           |             |             |             |

### Saison 10 (2022)
La dixième saison de The Voice Kids en Allemagne a été diffusée pour la première fois le 4 mars 2022 sur Sat.1. Le 31 octobre 2021, il a été annoncé que le duo de coaches Michi & Smudo, Álvaro Soler et Wincent Weiss reviendraient tous pour leur deuxième saison respective, aux côtés de Lena Meyer-Landrut qui est revenue après une pause d'une saison. À la présentation, Thore Schölermann revient pour sa dixième saison et Melissa Khalaj pour sa quatrième saison. Keanu Rapp revient en tant qu'animateur des Backstage pour la dixième saison, aux côtés du vainqueur de la saison neuf, Egon Werler.
Cette saison a été marquée par des performances « All-Star » lors des auditions à l'aveugle, notamment Mike Singer (S1), Chiara Castelli (S2), LOI (S5) et Benicio Bryant (S6). Les anciens entraîneurs Henning et Max sont également apparus lors des performances respectives de Chiara et Benicio.
Pendant la phase des Battles, Lena a du préparé ses candidats en visioconférence, tandis que les coaches Smudo et Alvaro ont dû participer aux Battles en visioconférence. Parallèlement à cela, de nombreux candidats n'ont pas pu participer aux Battles en raison de la quarantaine, dont 2 membres de De Breaks, Georgia, Lisa de Lisa & Lucy, Liv, Maiara et Nina. Georgia, Liv, Maiara et Nina ont participé à un « Community Ticket » où l'une d'elles était élue par le public pour la finale (remportée par Georgia), tandis que De Breaks et Lucy devaient participer à des batailles sans les membres restants de leur groupe (où les deux actes ont perdu leurs batailles). De Breaks et Lisa & Lucy se produiront plus tard en tant que groupes complets lors des finales en tant qu'invités.
La gagnante était Georgia Balke de l'équipe Michi & Smudo.
| Coaches       | Top 60       | Top 60  | Top 60      | Top 60   | Top 60    |
| ------------- | ------------ | ------- | ----------- | -------- | --------- |
| Álvaro        | Benjamin     | Solveig | Carla       | Nanna    | Shanice   |
| Álvaro        | Ben          | David   | Hans        | Kiara    | Laila     |
| Álvaro        | Lisa & Hanna | Marlene | Raoul       | Svenja   | Taylor    |
| Michi & Smudo | Georgia      | Nadia   | Vivien      | Michelle | Nelly     |
| Michi & Smudo | Paul         | Alice   | De Breaks   | Gloria   | Katharina |
| Michi & Smudo | Lavinia      | Lilli   | Lisa & Lucy | Maja     | Raschel   |
| Lena          | Emil         | Jemima  | Lara        | Paulina  | Rebeca    |
| Lena          | Alina        | Anjeza  | Charly      | Felicia  | Lara      |
| Lena          | Liv          | Luis    | Maiara      | Sarah    | Till      |
| Wincent       | Benjamin     | Marvin  | Berenike    | Gabriel  | Nejla     |
| Wincent       | Ayleen       | Hannah  | Helena      | Keyan    | Maurice   |
| Wincent       | Nina         | Nina    | Rebecca     | Thao     | Tyler     |

### Saison 11 (2023)
La onzième saison de The Voice Kids en Allemagne a été diffusée pour la première fois le 10 mars 2023 sur Sat.1. Álvaro Soler, Michi & Smudo, Lena Meyer-Landrut et Wincent Weiss sont tous de retour. À la présentation, Thore Schölermann et Melissa Khalaj reviennent pour leur onzième et cinquième saison. Cette saison, pour la première fois, les Battles et les Sing-offs ont été supprimés. Ces tours sont remplacés par les Knockouts, où trois artistes de chaque équipe accèdent directement à la finale. Emma Filipović a été annoncée comme la gagnante de la saison, marquant la deuxième victoire consécutive de Michi & Smudo sur The Voice Kids . Avec la victoire de Michi et Smudo, ils sont devenus le seul coach de l'histoire de The Voice of Germany à gagner plus de 3 fois. De plus, Michi et Smudo sont devenus les seuls entraîneurs des versions pour enfants et adultes à remporter des saisons consécutives.
| Coaches       | Top 60    | Top 60    | Top 60        | Top 60   | Top 60           |
| ------------- | --------- | --------- | ------------- | -------- | ---------------- |
| Álvaro        | Fiona     | Andrea    | Adrian        | Thinarie | Manon            |
| Álvaro        | Katharina | Svea      | Hannah        | David    | Anja & Jana      |
| Álvaro        | Yumi      | Blanche   | Joyce         | Dominik  | Lara             |
| Michi & Smudo | Emma      | Khady     | Eywa          | Aaliyah  | Lotte            |
| Michi & Smudo | Lui       | Damian    | Chapter X     | Cajus    | Brianna          |
| Michi & Smudo | Amelie    | Hans      | Lotta         | Amira    | Valentin & Matti |
| Lena          | Fia       | Alexandra | Daniella      | Roberta  | Martha & Norah   |
| Lena          | Valentina | Amira     | Nathalie      | Melaniia | Felix            |
| Lena          | Miya      | Anna      | Julius        | Eliana   | Moritz           |
| Wincent       | Ellice    | Toby      | Jayden        | Melanie  | Malina           |
| Wincent       | Milo      | Jette     | Mia           | Luca     | João             |
| Wincent       | Jolien    | Mia       | Luis & Mathis | Tom      | Marie            |

### Saison 12 (2024)
La douzième saison de The Voice Kids en Allemagne a été diffusée pour la première fois le 15 mars 2024 en exclusivité sur Joyn, la diffusion habituelle débutant le 22 mars 2024 sur Sat.1. Álvaro Soler, Michi & Smudo, Lena Meyer-Landrut et Wincent Weiss sont tous de retour en tant que coaches. À la présentation, Thore Schölermann et Melissa Khalaj sont de retours pour leur douzième et sixième saison. Les Knockouts introduits lors de la saison précédente sont supprimés et les Battles et les Sing-Offs font leur retour. De plus, pendant les Battles, chaque entraîneur dispose d'un "Steal" pour recruter un candidant ayant perdu une Battle d'une autre équipe dans son équipe. Le gagnant était Jakob Hebgen de l'équipe Wincent.
| Entraîneurs                                                                                            | Top 48 enfants | Top 48 enfants | Top 48 enfants | Top 48 enfants | Top 48 enfants |
| --- | -------------- | -------------- | -------------- | -------------- | -------------- |
| Álvaro                                                                                                 | Lana           | Madeleine      | Simon          | Tristan        | Victoria       |
| Álvaro                                                                                                 | Bellamore      | Yuval          | Isa            | Noah           | Léon           |
| Álvaro                                                                                                 | Maikel         | Anabel         | Paloma         |                |                |
| Michi et Smudo                                                                                         | Frida          | Malya          | Bellamore      | Jana           | Kai            |
| Michi et Smudo                                                                                         | Nahla          | Maleen         | Lilian         | Linus          | Lilly          |
| Michi et Smudo                                                                                         | Carmen         | Anne           | Lilly          |                |                |
| Léna                                                                                                   | Anand          | Maris          | Bjarne         | Lina           | Miray          |
| Léna                                                                                                   | Tristan        | Leonardo       | Tilda          | Anabel         | Alexandra      |
| Léna                                                                                                   | Rose           | Emilia         | Fiona          |                |                |
| Wincent                                                                                                | Jacob          | Erika          | Christine      | Rosalie        | Yuval          |
| Wincent                                                                                                | Maris          | Greta          | Lennart        | Antonia        | Lucas          |
| Wincent                                                                                                | Érik           | Riley          | François       |                |                |
| Note: Italicized names are stolen artists from the Battles (names struck through within former teams). |                |                |                |                |                |

### Saison 13 (2025)
La treizième saison de The Voice Kids en Allemagne a été diffusée pour la première fois le 21 février 2025. En octobre 2024, il a été annoncé que  seul Wincent Weiss reviendrait en tant que coach de la douxième saison. Le 6 novembre 2024, il a été annoncé que Stefanie Kloß reviendrait au panel après une pause de trois saisons aux côtés des nouveaux coaches Clueso et Ayliva. Avec le départ de Michi et Smudo de The Voice Kids, la treizième saison a été la première depuis la quatrième saison à ne présenter aucun coach en duo. De plus, ce n'était que la deuxième saison de l'histoire de l'émission à présenter deux femmes entraîneurs, après la septième saison. À la présentation, Thore Schölermann et Melissa Khalaj sont de retours
Un nouveau bouton a été ajouté cette saison, similaire au « Block» de The Voice of Germany : le « Mute buzzer ». Cela permet à un coach de mettre en sourdine ses concurrents et d'être le seul à parler à l'artiste. Cela peut se produire à tout moment, pendant ou après la représentation. De plus, les Battles ont été une fois de plus supprimés et le tour Knockouts de la saison 11 a été réintroduit.
Le gagnant était Neo Klingl de l'équipe Wincent.
| Entraîneurs | Top 51          | Top 51     | Top 51    | Top 51   | Top 51    |
| ----------- | --------------- | ---------- | --------- | -------- | --------- |
| Wincent     | Neo             | Josh       | Tuana     | Alwin    | Ananthu   |
| Wincent     | Anne            | Fabien     | Nele      | Nikolas  | Salvatore |
| Wincent     | Sofia           | Sophie     | Viktoria  |          |           |
| Ayliva      | Eva             | Ian        | Malou     | Alissia  | Angelina  |
| Ayliva      | Athanasios      | Cataleya   | Ella      | Emily    | Leonie    |
| Ayliva      | Luca            | Maximilian | Sanvi     |          |           |
| Clueso      | Darian          | Piet       | Sohum     | Anne     | chrétien  |
| Clueso      | Elias           | Jamil      | Lena      | Liva     | Madeleine |
| Clueso      | Marlene         | Vincent    | Volodymyr |          |           |
| Stefanie    | Arhanna         | Hélène     | Lune      | Ava      | Claude    |
| Stefanie    | Dana et Fabrice | Jonas      | Lilo      | Marianne | Max       |
| Stefanie    | Neila           | Tabea      |           |          |           |